# اسدال
اَسَدال (انگلیسی: Asadal) در تاریخ و اساطیر کره‌ای، شهر پایتخت دودمان گوجوسان (به معنی چوسون کهن‌تر) بود. گوچوسون اولین پادشاهی کره ای نام داشت که توسط پادشاهی الهی و اسطوره ای به نام دانگون تأسیس شد. گمان می‌رود که اَسَدال در منچوری، یا در استان هوانگهه در شمال شرق در کره شمالی، یا در استان پیونگ یانگ قرار داشت. لازم است ذکر شود که احتمال آخر، هیچ ارتباطی با پایتخت کنونی کشور کره شمالی پیونگ یانگ ندارد.

## ریشه‌یابی
غالباً فرض بر این است که اَسَدال اسمی ترکیبی می‌باشد که از دو جز اَسَ و دال تشکیل شده‌است. به نظر می‌رسد این فرضیه از گمان هم‌ارزی مابین رونویسی آوایی چینی واژه 阿斯達 که در کره ای امروزی اَسدال خوانده می‌شود (اما در چینی ماندارین به شکل اَسیدا و در زبان ژاپنی مدرن به شکل آشیتاتسو یا اَشیداچی خوانده می‌شود) و کلمه «چوسون»، نام دیگر کره (چائوژیان یا چائوژین در زبان چینی (朝鮮) و چوسن در زبان ژاپنی) به وجود آمده‌است. اما ریشه‌شناسی کلمه چوسون نامشخص می‌باشد؛ حتی مشخص نیست که آن به عنوان رونویسی آوایی از یک نام خارجی به وجود آمده‌است یا اینکه واژه بر ساخت معنایی یک اسم خارجی بوده باشد، و اینکه قرائت واژه چائو از هجای اول گونه ماندارین چینی با شیوه خواندن این واژه زمانی که برای رساندن معنی سلسله به کار گرفته می‌شود یکسان است ولی با نحوه قرائت این واژه زمانی که برای رساندن معنی صبح (که ژائو خوانده می‌شود) به کار گرفته می‌شود تفاوت دارد.
اَسَ در اَسَدال گاهی به عنوان واژه هم ریشه با کلمه متداول کره ای برای صبح («اَچوم» در کره ای میانه و «اَچیم» در کره ای مدرن) تلقی می‌شود، این فرضیه احتمالاً به علت تشابه آوایی واضح با کلمه ژاپنی 朝 (اَسَ) که آن نیز معنی صبح می‌دهد به ذهن‌ها خطور کرده‌است. اما حرف چینی 斯 که در زبان چینی مدرن در اصل برای بیان واج «س» یا «اس» و در زمان رونویسی کلمات خارجی در آخر کلمات و در موقعیت‌های قبل از صامت‌ها مورد استفاده قرار می‌گیرد، همواره حرف صفیری اس را به جای یک ادغام صوتی مانند «چ» کره ای دارد و اینکه زبان چینی حروف بیشماری را که برای رونویسی چ کره ای مناسب تر باشند دارد. ممکن است دال نتیجه خوانش حروف چینی به سبک کره ای باشد و تلفظ چینی اصلی در زمان اسدال در متون تاریخی باستانی به شکل دا که رونویسی کلمه کره‌ای «سدا» یا «ددانگ» به معنی سرزمین می‌باشد ثبت گردیده‌است. اگر این گمان درست باشد، اَسَدال معنی «سرزمین صبحگاهی» را می‌دهد. اما اگر دال شباهت بسیار بیشتری به پسوند نام شهر گوگوریو که برای شهرهای تشکیل شده در دامنه کوهستان‌ها و فلات‌ها مورد استفاده قرار می‌گرفت داشت، آنگاه اَسَدال معنی کوهستان صبحگاهی را می‌دهد.

## تاریخچه
اولین اثر تاریخی کره ای که در آن به اَسَدال اشاره شده‌است، سامگوک یوسا (یادبودهای سه پادشاهی) نام دارد که به کتاب چینی وِی استناد می‌کند. همچنین سامگوک یوسا از منبع از بین رفته گوگی نام برده و ذکر می‌کند که پایتخت دانگون در پیونگ یانگ قرار داشت. اما مطالعات اخیر نشان می‌دهد که بیش از یک شهر با نام پیونگ یانگ (به معنی خاک مسطح در چینی) وجود داشت که در عمق شمالی در مرز بین چین و روسیه و احتمالاً در منچوری واقع بود. پیونگ یانگ امروزی که پایتخت کره شمالی می‌باشد، در حقیقت همتای جنوبی آن است. در آن زمان برای یک امپراتور معمول بود تا دو پایتخت را اداره کند و در دو قصر به حکمرانی بپردازد؛ بنابراین امکان می‌رود که اسدال در منچوری قرار داشته‌است.